# Departamento de Educación del Estado de Hawái

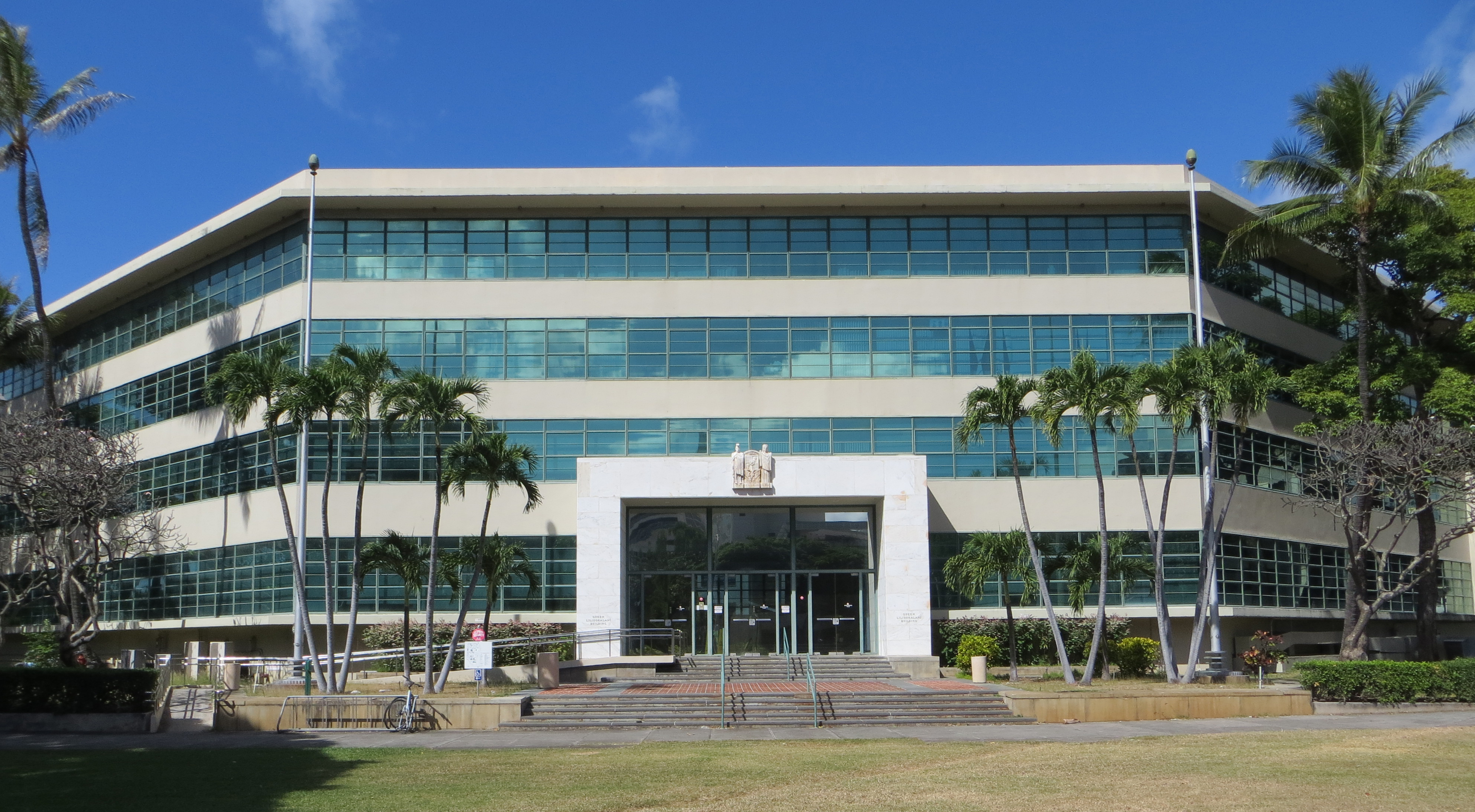
Queen Liliuokalani Building, sede del departamento

El Departamento de Educación del Estado de Hawái (Hawai'i Department of Education en inglés) es el distrito escolar del estado de Hawái, Estados Unidos. Su sede está en el Queen Liliuokalani Building, Honolulu. Es el distrito escolar único en Hawái.